# Dolor intermenstrual
El dolor periovulatorio, dolor intermenstrual, dolor menstrual o síndrome de Mittelschmerz (del alemán que significa «dolor medio»), es un término que se usa para referirse al dolor provocado por el proceso de ovulación.
Generalmente ocurre a mitad del ciclo (entre los días 7 y 24) y puede durar desde minutos hasta varios días.
El dolor afecta un lado del abdomen inferior y puede ser sordo o agudo. Otros síntomas pueden incluir manchado. A menudo ocurre mensualmente y puede alternar lados.
Se estima que el mecanismo involucra irritación por causa de la liberación de sangre y líquido del folículo o niveles elevados de hormona luteinizante en sangre que provocan la contracción del músculo liso. El diagnóstico implica descartar otras posibles causas, como apendicitis, endometriosis, quistes ováricos, embarazo ectópico e infecciones de transmisión sexual.

## Signos y síntomas
El mittelschmerz es un término médico que describe un dolor pélvico que ocurre en el ciclo menstrual femenino. Se manifiesta comúnmente en la mitad del ciclo, coincidiendo con la ovulación. Este dolor, que puede ser agudo o sordo, se localiza en la parte baja del abdomen y suele durar desde algunas horas hasta varios días. Su intensidad y duración varían entre las mujeres, y puede cambiar de lado de un ciclo a otro.

### Otros síntomas
Además del dolor característico, el mittelschmerz puede ir acompañado de otros cambios físicos en el cuerpo femenino.Uno de los más comunes es el aumento y modificación del moco cervical, haciéndolo más elástico y transparente, lo cual es un indicador de la fertilidad. Este signo, junto con otros, es utilizado en diversos métodos naturales para determinar los días fértiles del ciclo menstrual.
- Se cree que el sangrado a mitad del ciclo u ovulatorio es resultado de la caída repentina del estrógeno que ocurre justo antes de la ovulación. Esta caída de hormonas puede provocar sangrado por abstinencia de la misma manera que lo hace el cambio de píldoras anticonceptivas activas a placebo. El aumento de hormonas que se produce después de la ovulación evita que el manchado de mitad de ciclo sea tan abundante o duradero como una menstruación típica. El manchado es más común en ciclos más largos.
- La vulva de una mujer puede hincharse justo antes de la ovulación, especialmente el lado en el que ocurrirá la ovulación.
- Uno de los ganglios linfáticos de la ingle (del lado en el que se producirá la ovulación) se hinchará hasta alcanzar aproximadamente el tamaño de un guisante y puede volverse sensible.

## Causas
El dolor periovulatorio puede provenir de diversas causas de las cuales se enlistan algunas a continuación:
- Hinchazón folicular : La hinchazón de los folículos en los ovarios antes de la ovulación. Aunque sólo uno o dos óvulos maduran hasta el punto de ser liberados, varios folículos crecen durante la fase folicular del ciclo menstrual (los folículos no dominantes se atrofian antes de la ovulación). Dado que los folículos se desarrollan en ambos lados, esta teoría explica el mittelschmerz que ocurre simultáneamente en ambos lados del abdomen.

- Rotura de la pared ovárica : Los ovarios no tienen aberturas; en la ovulación, el óvulo rompe la pared del ovario. Esto puede hacer que la ovulación en sí sea dolorosa para algunas mujeres.
- Contracción de las trompas de Falopio : después de la ovulación, las trompas de Falopio se contraen (de manera similar a la peristalsis del esófago), lo que puede causar dolor en algunas mujeres.
- Contracción de las células del músculo liso : durante la ovulación, este dolor puede estar relacionado con la contracción de las células del músculo liso en el ovario así como en sus ligamentos. Estas contracciones ocurren en respuesta a un aumento del nivel de prostaglandina F2-alfa, mediado a su vez por el aumento de la hormona luteinizante (LH).

- Irritación : En el momento de la ovulación, se libera sangre u otro líquido del folículo del óvulo roto. Este líquido puede causar irritación del revestimiento abdominal.

## Diagnóstico
El diagnóstico de mittelschmerz generalmente se realiza si una mujer está en la mitad del ciclo y un examen pélvico no muestra anormalidades.
Sin embargo, cuando el dolor es prolongado y/o severo, se pueden realizar otros procedimientos de diagnóstico a través de estudios como el de ecografía abdominal para descartar otras causas de dolor abdominal ya que se suele confundir con sintomatología como la de la apendicitis.

## Tratamiento
Usualmente el dolor no es dañino y por tanto, no es sinónimo en  de presencia de alguna enfermedad por lo que  no es necesario ningún tratamiento.
Sin embargo, los analgésicos como los AINE (antiinflamatorios no esteroides) como el  paracetamol o ibuprofeno pueden ser necesarios en casos de dolor prolongado o intenso.
Adicional, el tratamiento también puede incluir la ingesta de métodos anticonceptivos hormonales para la prevención de la ovulación y, por lo tanto, el dolor ovulatorio, sin embargo, no existe ninguna otra forma de prevención conocida.